# Svetovno prvenstvo v nogometu 2018 - kvalifikacije
Kvalifikacije za Svetovno prvenstvo v nogometu 2018 je proces nogometnih turnirjev pod okriljem posameznih konfederacij krovne nogometne zveze FIFE. Cilj turnirjev je določiti 32 ekip, ki bodo igrale na Svetovnem prvenstvu v Rusiji (oziroma 31 ekip, saj je Rusija kot gostiteljica prvenstva že nanj neposredno uvrščena). Skupaj bo v kvalifikacijskem procesu sodelovalo 210 reprezentanc. Prvič v kvalifikacijah nastopajo Butan, Južni Sudan, Gibraltar in Kosovo.

## Kvalificirane ekipe
| Ekipa  | Kvalificirana kot | Datum zagotovitve mesta | Št. nastopov | Zadnji nastop | Najboljši rezultat | Mesto na FIFA lestvici |
| ------ | ----------------- | ----------------------- | ------------ | ------------- | ------------------ | ---------------------- |
| Rusija | Gostiteljica      | 2. december 2010        | 11.1         | 2014          | 4. mesto (1966)2   |                        |

1.^  To je 4. nastop za Rusijo na svetovnem prvenstvu. Vendar pa FIFA meni, da je Rusija naslednica ekipe Sovjetske zveze, ki je na prvenstvu sodelovala 7 krat.
2.^  Najboljši rezultat Rusije je Skupinski del leta 1994, 2002 in 2014. Vendar pa FIFA meni, da je Rusija naslednica ekipe Sovjetske zveze, ki je dosegla ta rezultat.

## Kvalifikacijski proces
Število ekip, ki bodo igrale na Svetovnem prvenstvu v Rusiji je 32. Kvalifikacije so se začele v mesecu marcu 2015. 
Medtem, ko so vse članice FIFA začele turnir, pa vse niso tekmovale. Zimbabve je bila iz turnirja izključena dne 12. marec 2015 zaradi neplačila odpravnine nekdanjemu trenerju reprezentance Joséju Claudineiju. Indonezija je bila izključena iz tekmovanja kvalifikacij zaradi suspenzije njihove nogometne zveze s strani FIFE dne 30. maj 2015. Kuvajt je bil tudi suspediran.
|               |          |                     |                                           |                       |                             |                                 |                 |  |  |
| Konfederacija | Št. ekip | Kvalificirane ekipe | Ekipe, ki se lahko še vedno kvalificirajo | Ekipe, ki so izločene | Preostala mesta na turnirju | Skupno število mest na turnirju | Naslednja tekma |  |  |
| AFC           | 46       | 0                   | 12                                        | 34                    | 4 ali 5                     | 4 ali 5                         | 23. marec 2017  |  |  |
| CAF           | 54       | 0                   | 20                                        | 34                    | 5                           | 5                               | 28. avgust 2017 |  |  |
| CONCACAF      | 35       | 0                   | 6                                         | 29                    | 3 ali 4                     | 3 ali 4                         | 24. marec 2017  |  |  |
| CONMEBOL      | 10       | 0                   | 10                                        | 0                     | 4 ali 5                     | 4 ali 5                         | 23. marec 2017  |  |  |
| OFC           | 11       | 0                   | 6                                         | 5                     | 0 ali 1                     | 0 ali 1                         | 20. marec 2017  |  |  |
| UEFA          | 54+1     | 0+1                 | 54                                        | 0                     | 13                          | 13+1                            | 24. marec 2017  |  |  |
| Skupaj        | 210+1    | 0+1                 | 108                                       | 102                   | 31                          | 31+1                            |                 |  |  |

## Format
Oblika kvalifikacijskih tekmovanj je odvisna od vsake konfederacije. Vsak krog se lahko igra v enem od naslednjih formatov:
- format lige, kjer je več kot dve ekipi oblikujejo skupine, da igrajo eno tekmo na domačem in eno na gostujočem igrišču, ali izjemoma, če organizacijski odbor FIFE dovoli eno tekmo z eno od sodelujočih ekip ali na nevtralnem igrišču.
- format izločanja, kjer dve ekipi igrata doma in v gosteh, dve tekmi.

### Kriteriji
V obliki lige, razvrstitev ekip v vsaki skupini temelji na naslednjih merilih:
1. Točke (3 točke za zmago, 1 točka za neodločen izid, 0 točk za poraz);
2. Gol razlika;
3. Doseženi goli;
4. Točke na tekmah med izenačenimi ekipami;
5. Gol razlika na tekmah med izenačenimi ekipami;
6. Doseženi goli na tekmah med izenačenimi ekipami;
7. Doseženi goli v gosteh med izenačenimi ekipami;
8. Fair play točke 
  - Prvi rumeni karton: minus 1 točka
  - Posredno rdeči karton (drugi rumeni karton): minus 3 točke
  - Neposredni rdeči karton: minus 4 točke
  - Rumeni karton in neposredni rdeči karton: minus 5 točk
9. Žreb s strani organizacijskega odbora FIFA.

V obliki izločanja, pa ekipa, ki ima višji skupni rezultat dveh tekem, napreduje v naslednji krog. V primeru, da je skupni rezultat enak, se uporabi pravilo doseženih golov v gosteh v obeh tekmah. Če je enako tudi število doseženih golov gosteh, se igrajo podaljški (2-krat po 15 minut). Pravilo doseženih golov v gosteh je ponovno aktivno, torej, če so goli doseženi v podaljšku in je skupni rezultat še vedno neodločen, ekipa, ki igra v gosteh napreduje. Če pa ni doseženih golov v gosteh po podaljških, o zmagovalcu odloči izvajanje enajstmetrovk.

## Potek kvalifikacij po konfederacijah

### Azijske kvalifikacije (AFC)
Za podrobne podatke o tej temi glej Svetovno prvenstvo v nogometu 2018 - kvalifikacije (AFC).
Azijske kvalifikacije potekajo v štirih krogih:
- Prvi krog: skupaj 12 ekip (razvrščene na lestvici od 35–46) igrajo eno tekmo na domačem in eno na gostujočem igrišču. Šest zmagovalcev napreduje v drugi krog.
- Drugi krog: skupaj 40 ekip (razvrščene na lestvici od 1–34 in šest zmagovalcev prvega kroga) je razdeljenih v osem skupin po pet ekip, ki igrajo tekme doma in v gosteh. Zmagovalci osem skupin in štiri najboljše drugouvrščene ekipe skupin napredujejo v tretji krog.
- Tretji krog: 12 ekip je razdeljenih v dve skupini po šest ekip, prav tako igrajo tekme doma in v gosteh. Prvouvrščena in drugouvrščena ekipa vsake skupine se kvalificira na Svetovno prvenstvo 2018, dve tretjeuvrščeni ekipi vsake skupine pa napredujeta v četrti krog.
- Četrti krog: Dve tretjeuvrščeni ekipi vsake skupine iz tretjega kroga igrata dve tekmi, eno doma in eno v gosteh. Zmagovalec napreduje v medkonfederacijske kvalifikacije, igra pa s četrtouvrščeno ekipo konfederacije CONCACAF.

### Afriške kvalifikacije (CAF)
Za podrobne podatke o tej temi glej Svetovno prvenstvo v nogometu 2018 - kvalifikacije (CAF).
Afriške kvalifikacije potekajo v treh krogih:
- Prvi krog: skupaj 26 ekip (uvrščene na lestvici od 28–53) igrajo v dveh tekmah, ena na domačem igrišču, ena v gosteh. Trinajst zmagovalcev napreduje v drugi krog.
- Drugi krog: skupaj 40 ekip (uvrščenih na lestvici od 1–27 in 13 zmagovalcev prvega kroga) igrajo na dve tekmi, ena domača in ena gostujoča. Dvajset zmagovalcev se uvrsti v tretji krog.
- Tretji krog: 20 ekip, ki so napredovali iz drugega kroga je razdeljenih v pet skupin po štiri ekip, igrajo pa po dve tekmi z vsako ekipo v skupini. Zmagovalci vsake skupine se kvalificirajo na Svetovno prvenstvo 2018.

### Kvalifikacije Srednje in Severne Amerike ter Karibov (CONCACAF)
Za podrobne podatke o tej temi glej Svetovno prvenstvo v nogometu 2018 - kvalifikacije (CONCACAF).
Na kvalifikacijskem turnirju Srednje in Severne Amerike ter Karibov je bilo predlagano, da bi v prvih treh krogih ekipe igrale na izločanje, v četrtem in petem krogu pa bi igrale v skupinah. 
- Prvi krog: skupno 14 ekip (ekipe uvrščene od 22–35) igrjo dve tekmi, eno doma in eno v gosteh. Sedem zmagovalcev napreduje v drugi krog.
- Drugi krog: skupno 20 ekip (ekipe rangirane od 9–21 in sedem zmagovalcev prvega kroga) prav tako igrajo dve tekmi, eno na domačem igrišču in eno v gosteh. V tretji krog napreduje deset zmagovalcev.
- Tretji krog: skupno 12 ekip (sedmo in osmo uvrščeni ekipi ter deset zmagovalcev drugega kroga) igra tekme doma in v goteh, v dveh tekmah. Šest zmagovalcev napreduje v četrti krog.
- Četrti krog: 12 ekip (ekipe rangirane od 1–6 in šest zmagovalcev tretjega kgroga) je razdeljenih v tri skupine po štiri ekipe, igrajo tekme doma in v gosteh. Prvi dve ekipi iz vsake skupine napredujeta v peti krog.
- Peti krog: Šest ekip iz četrtega kroga tvorijo eno skupino, igrajo tekme doma in v gosteh. Prve tri uvrščene ekipe se kvalificirajo na Svetovno prvenstvo v nogometu 2018, četrto uvrščena ekipa pa igra med-konfederacijske kvalifikacije za mesto na prvenstvu; pomeri se s peto uvrščeno ekipo Azijskih kvalifikacij (AFC).

### Južnoameriške kvalifikacije (CONMEBOL)
Za podrobne podatke o tej temi glej Svetovno prvenstvo v nogometu 2018 - kvalifikacije (CONMEBOL).
Kvalifikacije Južne Amerike so enake zadnjih pet let. Deset ekip, razdeljenih v eno skupino igra tekme kot v ligi, eno doma in eno v gosteh, z vsako ekipo. Štiri ekipe se bodo kvalificirale na Svetovno prvenstvo v nogometu 2018, peto uvrščena ekipa pa bo napredovanje na turnir iskala na med-kondeferacijskih tekmah z zmagovalcem Oceanije (OFC). 

### Kvalifikacije Oceanije (OFC)
Za podrobne podatke o tej temi glej Svetovno prvenstvo v nogometu 2018 - kvalifikacije (OFC).
Kvalifikacije Oceanije so setavljene iz treh krogov:
- Prvi krog: Ameriška Samoa, Cookovi otoki, Samoa in Tonga so igrali turnir v državi Tonga. Zmagovalec je napredoval v drugi krog.
- Drugi krog (t.i. OFC Pokal narodov): 8 ekip, tudi zmagovalec prvega kroga, igrajo turnir v državi. Razdeljeni so v dve skupini po štiri. Prve tri ekipe iz vsake skupine napreduje v tretji krog kvalifikacij. Prvi dve se še tudi pomerita v polfinalu in finalu, kjer se določi prvak OFC Pokal narodov, ki bo igral tudi na Pokalu konfederacij 2017.
- Tretji krog: Šest ekip iz drugega kroga je razdeljenih v dve skupini po tri. Tekme igrajo doma in v gosteh. Zmagovalca skupin se pomerita v dveh tekmah, zmagovalec pa nato napreduje na med-konfederacijske kvalifikacije, kjer igra tekmi s peto uvrščeno ekipo CONMEBOL-a.

### Evropske kvalifikacije (UEFA)
Za podrobne podatke o tej temi glej Svetovno prvenstvo v nogometu 2018 - kvalifikacije (UEFA).
Evropske kvalifikacije se igrajo v dveh krogih:
- Prvi krog (skupinski del): 54 ekip je razdeljenih v devet skupin po šest ekip, ki tekme igrajo na domačem in gostujočem igrišču. Zmagovalci vsake skupine se uvrstijo na Svetovno prvenstvo v nogometu 2018, osem najboljše drugouvrščenih pa napreduje v drugi krog (dodatne kvalifikcije).
- Drugi krog (dodatne kvalifikcije): 8 najboljše drugouvrščenih iz prvega kroga igrajo eno tekmo doma in eno v gosteh. Štirje zmagovalci se uvrstijo na Svetovno prvenstvo v nogometu 2018.

## Med-konfederacijske kvalifikacije

### CONCACAF v AFC
| Ekipa 1           | Skupni rezultat | Ekipa 2      | 1. tekma   | 2. tekma    |
| ----------------- | --------------- | ------------ | ---------- | ----------- |
| CONCACAF 4. mesto | Play-off 1      | AFC 5. mesto | 6. nov '17 | 14. nov '17 |

### OFC v CONMEBOL
| Ekipa 1      | Skupni rezultat | Ekipa 2           | 1. tekma   | 2. tekma    |
| ------------ | --------------- | ----------------- | ---------- | ----------- |
| OFC 1. mesto | Play-off 2      | CONMEBOL 5. mesto | 6. nov '17 | 14. nov '17 |

## Najboljši strelci
Tekme odigrane dne 15. november 2016
15 goals
- Ahmed Khalil

14 goals
- Mohammad Al-Sahlawi

9 goals
- Tim Cahill
- Carlos Ruiz

8 goals
- Yang Xu
- Sardar Azmoun
- Edinson Cavani

7 goals
- Mile Jedinak
- Keisuke Honda
- Robert Lewandowski
- Cristiano Ronaldo
- Hassan Al-Haidos
- Son Heung-min
- Omar Khribin
- Ali Mabkhout

*Igralci s krepko so še vedno aktivni v tekmovanju.